# Dominion (Britse Rijk)

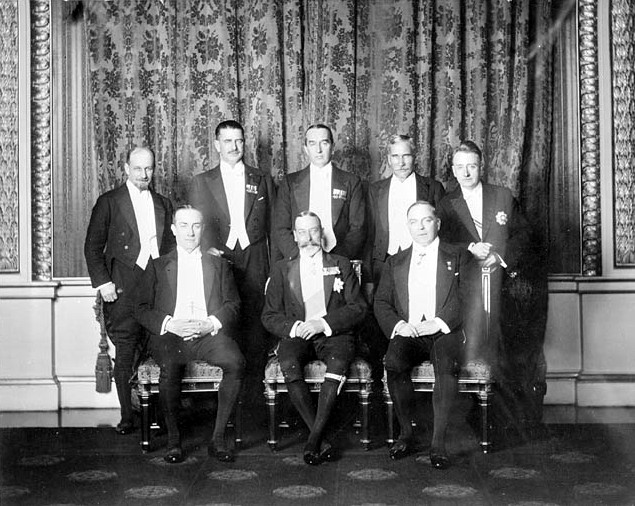
Foto genomen tijdens de Imperial Conference in 1926; koning George V zit in het midden op de voorste rij. Deze bijeenkomst resulteerde in de Tweede Balfour-verklaring van 1926, waarbij de dominions complete onafhankelijkheid van het Verenigd Koninkrijk kregen.

Een dominion is een volledig of gedeeltelijk zelf-regerend onderdeel van het Britse Rijk, en later van het Britse Gemenebest. Voor staten een dominion-status verkregen, waren de gebieden kroonkolonies, zelfregerende kolonies, of verschillende kolonies van voorgaande types.
De term wordt enkel nog in historische context gebruikt. Veel van de onderscheidende eigenschappen die vroeger enkel golden voor dominions, worden nu gedeeld door alle leden van het Gemenebest. Zelfs vroeger was het verschil tussen een dominion en een zelfregerende kolonie minimaal. Dominion blijft echter nog altijd de correcte term voor een onafhankelijk land dat als staatshoofd de Britse monarch heeft. Voorbeelden hiervan zijn Canada, Australië en Nieuw-Zeeland. Sinds de jaren 1950 is de term in onbruik geraakt en worden deze landen Commonwealth realms genoemd.